# Le Anime
Le Anime furono un gruppo musicale di Milano formatosi nel 1963 ed appartenente al movimento musicale beat italiano.

## Storia del gruppo

### 1963-1965: origini
Le Anime nacquero a Milano nel 1963 ad opera di Luigi Langella ed Alberto Loreggian. I due, amici fin dall'infanzia furono, in questi primi anni, il punto fisso di una band che cambiava frequentemente i suoi membri. La sala prove utilizzata dalla band era nella parrocchia di San Nereo ed Achilleo, sotto il teatro dell'Oratorio, ed era condiviso con altre band, tra cui I Messaggeri. Il primo concerto fu l'ultimo dell'anno del 1963.

### 1966: la RT Club
Nel 1966 Le Anime firmarono con la RT Club. Con una formazione composta da Luigi Langella alla chitarra, Alberto Loreggian alla batteria, Walter Foini alla voce e Claudio Bazzari al basso, Le Anime pubblicarono così il loro primo 7" intitolato Bimba non piangere (RT Club, 1966), in cui forte si sente l'influenza del mersey sound inglese. Il lato B del disco vedeva poi una cover di Look Through Any Window di The Hollies intitolata in italiano Penso Sempre Agli Occhi Tuoi. Fu in seguito a questo primo singolo che la band sentì l'esigenza di inserire un organo, con il pianista Raimondo Campisi.
Sempre nel 1966 uscì così il secondo 7" con i brani Mi si spezza il cuor/Spiegami come mai (RT Club) che altro non furono che la versione italiana, rispettivamente di Take A Heart dei The Sorrows e Fun How Love Can Be degli Ivy League, poi rifatta anche dalla Equipe 84. Fu questo, secondo parte della critica, il 7" più riuscito della band. Nello stesso anno uscì il 7" Il mondo è contro di me/Il tuo ricordo (RT Club, 1966), in cui il brano del lato B vantava un poderoso riff chitarristico "ossessivo ed incalzante" che valse alla band l'ingresso tra i gruppi più smaccatamente garage bitt. Il 7" seguente fu invece un tentativo di scalare le classifiche unendo in un solo 7" i loro due brani più noti con Spiegami Come Mai/Bimba Non Piangere (RT Club, 1966).

### 1967-1969: svolta melodica
Già nel 1967 i suoni della musica beat cominciano a mutare anche in Italia, ed anche Le Anime entrarono a far parte del versante di band che gradualmente sposarono sempre più sonorità melodiche e pop, confezionando prima il loro 7" L'amore tornerà/Anche se mi vuoi (RT Club, 1967) e La Ballata Di Bonnie And Clyde (RT Club, 1968), in cui il lato B era occupato dal brano vagamente psichedelico nelle sonorità intitolato Un amore difficile. L'anno successivo Le Anime cambiarono etichetta e passarono alla Polydor, con cui realizzarono la loro ultima pubblicazione intitolata Una donna bambina/Non mi sembra vero (1969).
Purtroppo la band non raggiunse mai, negli anni della loro carriera, un successo conclamato, ma fu negli anni del revival degli anni '80 e '90 che la band fu riscoperta e rivalutata.

### Anni ottanta: il revival
Negli anni ottanta, dopo il punk rock ci fu un lungo periodo di riscoperta delle sonorità degli anni sessanta. Molte furono le etichette che si dedicavano alla pubblicazione di "pepite" dell'epoca beat e garage rock come avvenne per i Pebbles (BFD Records) o Back from the Grave (Crypt Records). Tra queste vi era la Direct Hit Records di Dennis Dalcin con sede a Saint Petersburg in Florida, che nel 1989 pubblicò la compilazione 60's Beat Italiano Vol.1, che vedeva perle come I Bisonti, I Chewing Gum, The Red Roosters, Gli Evangelisti, I Jaguars, I Barrittas e molti altri assieme al brano Il tuo ricordo de Le Anime. Sull'onda di questa riscoperta anche Red Ronnie inserì Anche se mi vuoi nel CD del 1993 curato per la Fabbri Editori intitolato Quei favolosi anni '60 ● 1967 - 12, mentre la bolognese On Sale Music pubblicò un album split di greatest hits che li vedeva assieme a I Jaguars, intitolato semplicemente Le Anime - I Jaguars. Altre compilazioni di questi anni furono invece 60's Italian Beat Resurrection Volume 11 (Destination X Records, 1999) e Magic Bitpop Vol. 20 (On Sale Music, 2002).

## Discografia

### Singoli
- 1966 - Bimba non piangere/Penso sempre agli occhi tuoi
- 1966 - Mi si spezza il cuor/Spiegami come mai
- 1966 - Il mondo è contro di me/Il tuo ricordo
- 1966 - Spiegami come mai/Bimba non piangere
- 1967 - L'amore tornerà/Anche se mi vuoi
- 1968 - La ballata di Bonnie and Clyde/Un amore difficile
- 1969 - Una donna bambina/Non mi sembra vero

### Raccolte
- 1997 - Le Anime - I Jaguars (split album con I Jaguars)